# Нишавски управни округ
Нишавски управни округ се налази у југоисточном делу Републике Србије. Управни округ представља подручни центар државне управе за одређено подручје. У Републици Србији постоји 29 округа чије начелнике именује Министарство за државну управу и локалну самоуправу, односно Влада Републике Србије.
Нишавски управни округ обухвата град, односно градске општине и општине: 
1. Град Ниш - чије је седиште градско насеље Ниш, и састоји се од градских општина:

1. Градска општина Медијана - седиште градско насеље Ниш,
2. Градска општина Палилула - седиште градско насеље Ниш,
3. Градска општина Пантелеј - седиште градско насеље Ниш,
4. Градска општина Црвени Крст - седиште градско насеље Ниш,
5. Градска општина Нишка Бања - седиште градско насеље Нишка Бања,
1. Општина Алексинац - седиште градско насеље Алексинац,
2. Општина Сврљиг - седиште градско насеље Сврљиг,
3. Општина Мерошина - седиште насеље Мерошина,
4. Општина Ражањ - седиште насеље Ражањ,
5. Општина Дољевац - седиште насеље Дољевац и
6. Општина Гаџин Хан - седиште насеље Гаџин Хан.

Седиште округа је градско насеље Ниш. Округ се простире на територији површине 2.729 km² и представља други округ у Србији по величини. Према подацима са последњег пописа 2022. године у округу је живело 343.950 становника (376.319 становника попис 2011).
У самом граду Нишу налази се Нишка тврђава, која се убраја међу најлепше и најбоље очуване тврђаве на Балкану, а зидана је крајем XVII века. 
На периферији Ниша је спомен обележје Ћеле - кула, кога су Турци сазидали од лобања и глава српских устаника погинулих на Чегру, где се, под вођством Стевана Синђелића, против Турака, одиграла, Чегарска битка (1809. године). Турци су победили, па је ова битка била од пресудног значаја за пропаст Првог српског устанка.

## Физичко-географске одлике

### Рељеф

#### Тектонски облици у рељефу
У Нишавском округу тектонски облици рељефа представљени су котлинама и планинама средње висине. Котлине су спуштене дуж тектонских ровова који су створени радијалним тектонским покретима, док су тангенцијални покрети условили издизање планина. На територији округа истичу се: Нишка, Алексиначка, Сврљишка и Заплањска котлина. Нишка котлина део је композитне долине реке Јужне Мораве. Захвата површину од 620 km2, има облик неправилног елипсоида са дужом осом од око 44 km и краћом од 22 km. Већим делом ограничена је планинама, а повезана је са Сврљишком, Заплањском котлином и Добричем са Топлицом.
Нишка котлина окружена је кречњачким масивима Калафатом (837 m), Баталовцем (707 m), Црним врхом (683 m), кристаластом масом Попове главе (534 m), мезграјском пречагом и кристаластим гребеном Малог Јастрепца са севера и запада. Гребен Малог Јастрепца чини западни обод Нишке котлине од Купињака до Батишчичког виса. Источни обод котлине представљен је кречњачким гребеном Сврљишких планина и огранцима Суве планине, док је јужни обод на кречњачком гребену Суве планине и кристаластом билу планине Селичевице.
Алексиначка котлина ограничена је Послоњским планинама и Буковиком на северозападу, Китицом, Седим врхом, Лесковиком и Девицом на северу, Калафатом, Поповом главом, Мезграјском пречагом, гребеном Малог Јастрепца, гребеном Великог Јастрепца (до врха Змајевац) на југу и западу. На западу котлина досеже чак до слива Рибарске реке, до Каоничке и Здравињске преседлине. Има трапезоидни облик са максималном дужином од 43 km и највећом ширином од 37 km.
Сврљишка котлина захвата површину од око 500 km2, обухватајући претежни део слива Сврљишког Тимока, леве саставнице Белог Тимока. Она се простире између планинских венаца Сврљишких планина (Зелени врх 1 334 m) на југу, Пајешког камена (1 074 m) на истоку, планине Тресибабе (786 m) на северу и Калафата (839 m) на западу. У регионалној физиономичности котлине уочавају се три различита дела: високи део представљен Луковско-околишком површи, ужи сврљишко-котлински део и просторна удолина у северном подножју Сврљишких планина.
Заплањска котлина простире се између Суве планине, планина Бабичке Горе и Селичевице. Простор који она захвата углавном се поклапа са територијом општине Гаџин Хан. Издужена је до 40 km у правцу СЗ-ЈИ, а широка 7 – 8 km. Котлина је предиспонирана раседима истог правца и налази се на самој тектонској граници између Родопске масе на западу и Карпато-Балканида на истоку. Има две природне целине: Горње и Доње Заплање. Горње Заплање простире се између Суве планине и Бабичке Горе, односно са обе стране регионалног пута Ниш - Гаџин Хан - Боњинце. Доње Заплање лежи између Селичевице, Бабичке Горе и огранака Суве планине.
Сува планина спада у најистакнутије кречњачке гребене у Источној Србији. Припада западном појасу Источне зоне млађих веначних планина. Назив је добила по безводици која је типична за терене са веома одмаклим стадијумом развитка крашког процеса. Било ове планине пружа се правцем северозапад-југоисток у дужини од 45 km, док јој је највећа ширина 15 km. Према подели Јована Цвијића састоји се из три дела: потковичастог гребена, облука Црвене реке и површи Валожја.